# Метросідерос
Метросі́дерос (лат. Metrosíderos) — рід дерев, кущів і ліан родини миртових.

## Ареал
21 вид роду метросідерос росте в Новій Каледонії, 12 в Новій Зеландії, 5 на Гаваях і 4 в Новій Гвінеї. Решта ростуть на невеликих островах Тихого океану, також відомо про один вид, що росте в Південній Африці.

## Класифікація
Рід метросідерос (Metrosideros) входить до родини миртових ряду миртоцвіті (Myrtales).
|  |                       |  |                                                               |                                                               |                            |  | ще 11—12 родин | ще 11—12 родин           |                                |  |               |  | ще біля 130 родів | ще біля 130 родів |  |
|  |                       |  |                                                               |                                                               |                            |  | ще 11—12 родин | ще 11—12 родин           |                                |  |               |  | ще біля 130 родів | ще біля 130 родів |  |
|  |                       |  |                                                               | порядок Миртоцвіті (Myrtales)                                 |                            |  |                |                          | підродина Миртові (Myrtoideae) |  |               |  |                   |                   |  |
|  |                       |  |                                                               | порядок Миртоцвіті (Myrtales)                                 |                            |  |                |                          | підродина Миртові (Myrtoideae) |  | біля 60 видів |  |                   |                   |  |
|  | відділ Покритонасінні |  |                                                               |                                                               | родина Миртові (Myrtaceae) |  |                |                          | рід Метросідерос               |  |               |  |                   |                   |  |
|  | відділ Покритонасінні |  |                                                               |                                                               |                            |  |                |                          |                                |  |               |  |                   |                   |  |
|  |                       |  | ще 44 порядки квіткових рослин (відповідно до Системи APG II) | ще 44 порядки квіткових рослин (відповідно до Системи APG II) |                            |  |                | підродина Psiloxyloideae | підродина Psiloxyloideae       |  |               |  |                   |                   |  |
|  |                       |  |                                                               | ще 44 порядки квіткових рослин (відповідно до Системи APG II) |                            |  |                |                          | підродина Psiloxyloideae       |  |               |  |                   |                   |  |

### Види
За даними The Plant List, до роду входять 55 видів:
- Metrosideros albiflora Sol. ex Gaertn.
- Metrosideros angustifolia (L.) Sm.
- Metrosideros arfakensis Gibbs
- Metrosideros bartlettii J.W.Dawson
- Metrosideros boninensis (Hayata ex Koidz.) Tuyama
- Metrosideros brevistylis J.W.Dawson
- Metrosideros cacuminum J.W.Dawson
- Metrosideros carminea W.R.B.Oliv.
- Metrosideros cherrieri J.W.Dawson
- Metrosideros colensoi Hook.f.
- Metrosideros collina (J.R.Forst. & G.Forst.) A.Gray
- Metrosideros cordata (C.T.White & W.D.Francis) J.W.Dawson
- Metrosideros diffusa (G.Forst.) Sm.
- Metrosideros dolichandra Schltr. ex Guillaumin
- Metrosideros elegans (Montrouz.) Beauvis.
- Metrosideros engleriana Schltr.
- Metrosideros excelsa Sol. ex Gaertn. — Метросідерос повстяний
- Metrosideros fulgens Sol. ex Gaertn.
- Metrosideros gregoryi Christoph.
- Metrosideros halconensis (Merr.) J.W.Dawson
- Metrosideros humboldtiana Guillaumin
- Metrosideros kermadecensis W.R.B.Oliv.
- Metrosideros laurifolia Brongn. & Gris
- Metrosideros longipetiolata J.W.Dawson
- Metrosideros macropus Hook. & Arn.
- Metrosideros microphylla (Schltr.) J.W.Dawson
- Metrosideros nervulosa C.Moore & F.Muell.
- Metrosideros nitida Brongn. & Gris
- Metrosideros ochrantha A.C.Sm.
- Metrosideros operculata Labill.
- Metrosideros oreomyrtus Däniker
- Metrosideros ovata (C.T.White) J.W.Dawson
- Metrosideros paniensis J.W.Dawson
- Metrosideros parallelinervis C.T.White
- Metrosideros parkinsonii Buchanan
- Metrosideros patens J.W.Dawson
- Metrosideros perforata (J.R.Forst. & G.Forst.) Druce
- Metrosideros polymorpha Gaudich.
- Metrosideros porphyrea Schltr.
- Metrosideros punctata J.W.Dawson
- Metrosideros ramiflora Lauterb.
- Metrosideros regelii F.Muell.
- Metrosideros robusta A.Cunn.
- Metrosideros rotundifolia J.W.Dawson
- Metrosideros rugosa A.Gray
- Metrosideros salomonensis C.T.White
- Metrosideros sclerocarpa J.W.Dawson
- Metrosideros × subtomentosa Carse
- Metrosideros tetragyna J.W.Dawson
- Metrosideros tetrasticha Guillaumin
- Metrosideros tremuloides (A.Heller) Rock
- Metrosideros umbellata Cav.
- Metrosideros waialealae (Rock) Rock
- Metrosideros whitakeri J.W.Dawson
- Metrosideros whiteana J.W.Dawson